# مشهدی بابا آیدامیروف
«بابا بلال اوغلی آیدامیروف»، معروف به مشهدی بابا، (به آذربایجانی: Məşədibaba Aydəmirov، ۱۳ فوریه ۱۹۷۱، در ماستاگا، باکو، جمهوری آذربایجان SSR، اتحاد جماهیر شوروی – ۱۰ ژانویه ۲۰۱۱، در مشهدی‌آقا، باکو، آذربایجانی آذربایجانی) اجرا کننده سبک میخانه و شاعر بود.